# 施泰滕 (巴伐利亚州)
施泰滕（德語：Stetten，發音：[ˈʃtɛtn̩] ⓘ）是德国巴伐利亚州施瓦本行政区下阿尔高县的市镇，面积15.7平方千米，2023年12月31日人口为1,454人。